# Hechtel
Hechtel is een dorp en deelgemeente van Hechtel-Eksel in het noorden van de Belgische provincie Limburg, het was een zelfstandige gemeente tot aan de gemeentelijke herindeling van 1977.

## Etymologie
Hechtel werd in 1160 voor het eerst vermeld, en wel als Hectela, mogelijk afgeleid van heg of haag. De naam Hectala figureerde in een overdrachtsacte van een hoeve, De Briel genaamd, aan de Abdij van Averbode.

## Geschiedenis
De streek rondom Hechtel was in de prehistorie al bewoond, getuige archeologische vondsten uit 1910, die uit het mesolithicum stammen. Ook voorwerpen uit het neolithicum werden aangetroffen, terwijl in 1961 ook Romeinse scherven werden aangetroffen. Mogelijk liep er in de Romeinse tijd reeds een weg in noordelijke richting door dit gebied.
Het dorp ontstond in de vroege Middeleeuwen, en het groeide rondom een zogeheten dubbelplein, twee aaneengeschakelde driehoekige pleinen, evenwijdig aan de Dorperloop gelegen. Vóór 1266 was Hechtel al een zelfstandige parochie.
In de Middeleeuwen maakte Hechtel deel uit van het ambacht Pelt-Grevenbroek. Binnen dit gebied had Hechtel, samen met Eksel, een schepenbank. De heerlijke rechten waren in handen van de Graaf van Loon, later de Prins-bisschop van Luik.
In het begin van de 15e eeuw liet Jan van Beieren, die als Jan VI optrad als Prins-bisschop van Luik, enkele boerderijen te Spikelspade plunderen. Deze waren eigendom van de Abdij van Averbode, waarvan de abt partij had gekozen voor de Hertog van Brabant en ook de Luikse opstandelingen steunde. Later in de 15e eeuw was er een conflict tussen het Huis van der Mark en het Huis Horne. Hierbij werden in Hechtel opnieuw verwoestingen aangericht. De troepen van Willem I van der Marck Lumey vielen tussen 1482 en 1486 de eigendommen die aan de Abdij van Averbode toebehoorden aan. Dit betrof Spikelspade en De Briel.
In 1583 werd, wegens de onveilige situatie, besloten tot de aanleg van een schans. Het was een vijfhoekige schans, genaamd de Pastorieschans, aangezien ook de pastorie er gelegen was. De schans lag tussen de dorpskerk en het dorpsplein en werd in 1603 en 1638 nog vergroot. De gracht van de schans werd gevoed door de Dorperloop. Tegenwoordig is een kleine vijver het enige dat nog rest van dit verdedigingswerk.
Eind 16e eeuw waren het de Spaansgezinde troepen die de streek teisterden, en in 1650 waren het de troepen van Karel IV van Lotharingen die de bewoners noopten van de schans gebruik te maken. In 1702 was het dan weer de Spaanse Successieoorlog, waarbij de Engelse troepen van de Hertog van Marlborough slaags raakten met de Franse troepen, die zich op de boerderijen te Spikelspade hadden verschanst.
In 1830 vond de Belgische Opstand plaats. In Hechtel werd een douanekantoor ingericht, dat later werd verplaatst naar Lommel. In 1831 echter, werd Hechtel korte tijd bezet door Hollandse troepen in het kader van de Tiendaagse Veldtocht. In 1835 werd een groot heidegebied dat tot Hechtel behoorde onderdeel van het toen opgerichte Kamp van Beverlo.
In september 1944 was Hechtel het toneel van de Strijd om Hechtel tussen zich terugtrekkende Duitse troepen en de geallieerde Welsh Guards. Hierbij vielen meer dan 200 doden, onder hen meer dan 30 burgers. Het centrum van het dorp werd bijna volledig verwoest. Ook de archieven van de gemeente en de parochie gingen verloren.
Van 1777-1788 werd de Steenweg op Luik door Hechtel aangelegd. In 1845 volgde de weg van Maaseik naar het huidige Leopoldsburg en in 1888 kwam er een buurtspoorweg, die in 1948 door een busdienst werd vervangen.
In 1866 startte een gemeentelijke jongensschool, maar in 1879 kwam er een katholieke school. De Salesianen van Don Bosco vestigden zich aan de Don Boscostraat 72 en stichtten in 1896 een noviciaat, dat later een tuinbouwschool is geworden en waaruit uiteindelijk het Don Boscocollege is voortgekomen. In 1898 kwam er ook onderwijs voor meisjes, dat werd verzorgd door de Dochters van Maria Hulp der Christenen. De zusters vertrokken in (2008) na 110 jaar aanwezigheid.

## Demografische ontwikkeling
- Bronnen:NIS, Opm:1831 tot en met 1970=volkstellingen; 1976 = inwoneraantal op 31 december

## Economie
Hechtel was vanouds een landbouwdorp, op arme zandgronden gelegen, en omringd door uitgestrekte heidevelden. In de 16e en 17e eeuw was het een centrum van hennepteelt. Van de vezel werden door de plaatselijke nijverheid visnetten geproduceerd. Deze werden verkocht aan Hollandse en Zeeuwse vissers. Daarnaast bestond schapenteelt en de verbouw van boekweit en rogge. In de 18e eeuw kwam er een douanekantoor (het aangrenzende Lommel behoorde nog tot de Republiek der Nederlanden) en dankzij de aanleg van de Steenweg op Luik, bloeide de doorvoerhandel. Handel in haver, en de hoefsmederij bloeide op. Ook de teuten droegen bij aan de economie.
In 1832 kwam Antoon Bijvoet uit Eindhoven en begon een handel in koloniale waren en een karotten, snuif- en tabakkerffabriek, "'t Kapelleke" genaamd. In 1833 volgde de likeurstokerij "De Korhaan", die onder meer het Elixir de Spikelspade vervaardigde en verkocht. Dit familiebedrijf werd in 1938 verkocht aan de gebroeders Scheelen, die in 1928 reeds een likeurstokerij hadden opgericht te Reppel onder de naam "Leukenhof". In Hechtel ging men nu "Leukenheide" heten. De fabriek brandde af tijdens de gevechten van 1944, maar werd in 1945 weer opgestart. Men verwerkte uiteindelijk geen tabak meer, maar produceerde vanaf 1988 het insectenwerend middel Antipic. Dit bedrijf bestaat nog steeds.
Van 1898-1903 bestond de melkfabriek van de Samenwerkende Maatschappij Sint-Lambertus, en begin 20e eeuw was er ook een strohulzenfabriek.
In 1905 kwam Henri Clercx uit Woensel en richtte een sigarenfabriek op, die later door ene Malfet uit Turnhout werd overgenomen. Ze produceerde tot in de jaren 30 van de 20e eeuw. Een andere sigarenfabriek was die van Max & Schaeken.
De opkomst van de Limburgse steenkoolmijnen, verder naar het zuiden, maakte Hechtel tot een forenzengemeente. Ook het toerisme speelt tegenwoordig een zekere rol.

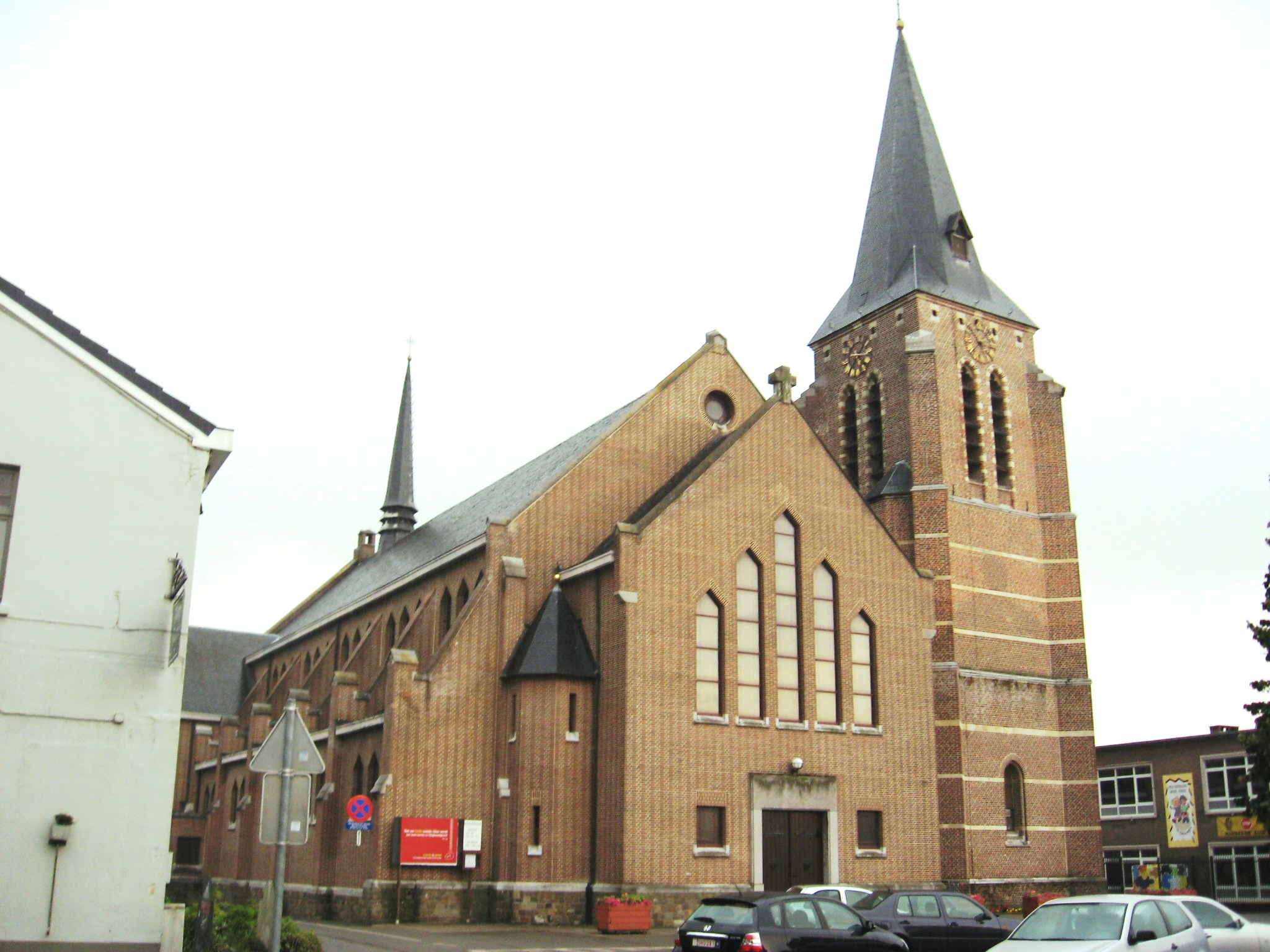
De Sint-Lambertuskerk

## Politiek

### Geschiedenis

#### Lijst van burgemeesters
Hechtel had een eigen gemeentebestuur en burgemeester tot de fusie van 1977. Burgemeesters waren:
| Periode | Periode     | Burgemeester                  |
| ------- | ----------- | ----------------------------- |
|         | 1801 - 1806 | Jean Gérard Dujardin          |
|         | 1806 - 1811 | Mathias Vande Loo             |
|         | 1811 - 1817 | Jean Schaken                  |
|         | 1817 - 1820 | Mathias Vande Loo             |
|         | 1820 - 1830 | Walter Heytenis               |
|         | 1830 - 1833 | Jan Geerts                    |
|         | 1834 - 1836 | Jan Sampermans                |
|         | 1836 - 1862 | Jacobus Mallet                |
|         | 1862 - 1888 | Jacobus Alexander Tielen      |
|         | 1889 - 1898 | Jacobus Hubertus Byvoet       |
|         | 1898 - 1900 | Ferdinand Soogen (waarnemend) |

| Periode | Periode     | Burgemeester              |
| ------- | ----------- | ------------------------- |
|         | 1900        | Mathieu Even (waarnemend) |
|         | 1900 - 1905 | Theodoor Mallet           |
|         | 1906 - 1921 | Mathieu Even              |
|         | 1921 - ?    | Eugène Byvoet             |
|         | ? - 1940    | Adrien Schutjes           |
|         | 1940 - ?    | Hendrik Wouters           |
|         | ? - ?       | Pieter Deckers            |
|         | 1946 - 1952 | Joseph Dejaegher          |
|         | 1953 - 1959 | Joseph Dejaegher          |
|         | 1959 - 1971 | Albert Deckers            |
|         | 1971 - 1976 | Jean Hens (CDH)           |

## Bezienswaardigheden
- De Sint-Lambertuskerk is een modern-gotische kerk uit 1938. Ze heeft een toren uit ongeveer 1500
- Het klokkenmuseum en de destilleerderij Leukenheide
- De kapel van Onze-Lieve-Vrouw en Sint-Filomena, uit het begin van de 19e eeuw, aan de Molenstraat
- Het gemeentehuis, uit 1952, ontworpen door architect Wijckmans
- De Begijnenvijvers
- Tankmonument
- Executieoord Hechtel, een geheim executieoord tijdens de Tweede Wereldoorlog, waar tientallen verzetsstrijders werden geëxecuteerd

## Natuur en landschap
Ten westen van Hechtel ligt een groot heidegebied, dat vrijwel geheel wordt ingenomen door een militair domein, bekend als het Kamp van Beverlo. Direct ten westen van Hechtel ligt het bosreservaat en stuifzandgebied In de Brand.
Ten oosten van Hechtel ligt de Resterheide met de Begijnenvijvers, die zich bevinden in de Bolissenbeek, die de oostgrens van de gemeente vormt en naar het noorden stroomt. Hier is ook de waterscheiding: de Zwarte Beek ontspringt hier ook, maar stroomt ten zuiden van Hechtel, in westelijke richting. Ten noorden van Hechtel vindt men de bovenloop van de Grote Nete, die eveneens in westelijke richting stroomt.

## Verkeersknooppunt
Hechtel ligt pal op het kruispunt van de weg Hasselt-Eindhoven, door Napoleon Bonaparte aangelegd, en de weg Maaseik-Leopoldsburg. Die wordt geleid via de rotonde in het midden van Hechtel. De autoweg Hasselt-Eindhoven en het toenemende (vracht)verkeer zorgde de laatste decennia voor verkeersoverlast in het centrum van Hechtel. Sinds de komst van de Limburgse Noord-Zuidverbinding einde jaren 1990 rijdt het doorgaand verkeer niet meer door de dorpskom.

## Geboren in Hechtel
- Leander Hanssen (18 oktober 1954), Vlaamse schrijver van jeugdboeken.
- Jan Wuytens (9 juni 1985), voetballer
- Jan Drijkoningen (3 december 1954), ex-gemeenteraadslid Zonhoven (1994-2012)
- Mario Goossens ( 8 april 1972) drummer bij Triggerfinger
- Pater Jan Mallet (14 oktober 1870) vermoord te Koei-Hoa-Tch'eng, Mongolie (13 augustus 1900).

## Nabijgelegen kernen
Eksel, Leopoldsburg, Wijchmaal, Helchteren